# Великорецкото шествие
Великорецкото шествие (на руски: Великорецкий крестный ход) е едно от най-големите ежегодни религиозни шествия в Русия. То се провежда с почитаната Великорецка чудотворна икона на Свети Николай Чудотворец всяка година от 3 до 8 юни.
Маршрут: Киров – село Великорецкое, Юрянски район на Кировска област – Киров. Дължина – 150 км (90 км от град Киров до село Великорецкое и 60 км обратно). Нощувки – в полеви условия. Шествието събира десетки хиляди поклонници (на руски: поломники), които са от Русия и германци, сърби, украинци от Одеса.
От 2002 г. старообрядците провеждат религиозно шествие от Вятка до река Великая. То е посветено на празника Рождество на Свети Николай Чудотворец 29 юли (11 август) и се провежда ежегодно от 9 до 13 август. Маршрутите на Великорецкото религиозно шествие за поклонници на Руската православна старообрядческа църква и Руската православна църква се различават.

## История на шествието
В интернет се твърди, че шествието е известно от началото на XV век, въпреки че всъщност първите сведения за Великорецката икона се появяват в Никонов летопис (втората половина на XVI век). Първоначално шествието се е извършвало по реките Вятка и Велика на лодки и салове в първата неделя след празника на пренасянето на светите мощи на Свети Николай в Барград (22 май). От 1668 г., с благословията на епископ Александър Вятски, е установена нова дата за честването 24 – 6 юни. По-късно, от 1778 г., е разработен нов маршрут – сухопътен, който е в сила и до днес.
През първите години на съветската власт традицията на религиозните шествия се поддържа постоянно. През 1935 г., след разрушаването на катедралата във Вятка, където се е съхранявала Великорецката икона на Свети Николай, религиозните шествия преустановяват поради загубата на иконата. Но въпреки неофициалната забрана за шествието, то се превръща в поклонение на малки групи вярващи до брега на река Великая, където е намерена чудотворната икона. През 1959 г. за първи път е публикувана официална забрана за поклонения до река Великая. Въпреки това поклонението никога не е прекъсвано.
Възраждането на религиозното шествие започва през 1989 г., когато е отменена забраната за поклонение. От 1989 до 1993 г. е било разрешено провеждането на религиозно шествие само от най-близкото село Чудинова (на 10 км). От 1993 г. религиозното шествие се провежда по историческия маршрут.

## Шествието през 21-ви век
През 2000 г., по случай 600-годишнината (няколко хиляди души от Русия и ОНД започват да участват в шествието всяка година), по решение на Московския и на цяла Русия патриарх Алексий II, Великорецкото шествие получава статут на общоруско.
През 2008 г. в него участват около 30 хиляди поклонници (което надхвърля предреволюционния максимум от 27 хиляди) и е одобрен Уставът на шествието. Според Устава съвременното Великорецко шествие се провежда от 3 юни (21 май стар стил) до 8 юни (26 май стар стил) по такъв начин, че основните събития в село Великорецко да се провеждат на 6 юни (24 май стар стил) на празника на Великорецката икона.
През 2010 г. броят на поклонниците, участващи във Великорецкото шествие, надхвърля 25 хиляди души, а в деня на празника във Великорецки се събират около 60 хиляди поклонници.
През 2012 г., според някои оценки, броят на поклонниците е бил 32 000 души (при население от 21 000 души в Юрянски район). През 2014 г. колона от 33 000 души е тръгнала от Киров за Великорецкое (през 2013 г. е имало около 31 000 поклонници), 67 000 души са участвали в тържествата на река Великая, което е с 8000 повече от 2013 г.
През 2019 г. 27 000 души са участвали в религиозното шествие; през 2022 г. около 23 000 души.